# Ворен Е. Бергер
Ворен Ерл Бергер (енгл. Warren Earl Burger, Сент Пол, Минесота, САД, 17. септембар 1907 — Вашингтон, 25. јун 1995) је био амерички политичар и правник који је служио као 15. Председник Врховног суда Сједињених Америчких Држава. Иако је Бергер био конзервативни судија, Врховни суд је за време његовог мандата донео низ контроверзних пресуда о абортусу, смртној казни и десегрегацији.
Након што је Ерл Ворен 1968. најавио да се повлачи из Суда, Линдон Џонсон је на његово место именовао Ејба Фортаса, који је био придружени судија. Међутим, Фортасово именовање није потврђено због филибастера у Сенату. Пошто је Линдону Џонсону тада истицао мандат, Ерл Ворен је остао у Суду још једну годину.
Следеће године, нови председник Ричард Никсон именовао је Бергера за председника Суда. Бергер је био познат као критичар Ерла Ворена и заговорник дословног, стриктног тумачења Устава. Никсон је у својој председничкој кампањи обећао да ће именовати таквог судију. Конзервативци су од Бергеровог суда очекивали значајан заокрет у односу на праксу Вореновог суда, међутим то се углавном није десило.
У предмету Фурман против Џорџије из 1972, Суд је укинуо све законе који су прописивали смртну казну у САД. Бергер је гласао против ове пресуде.
Следеће године, Бергер је гласао са већином у најконтроверзнијој пресуди његовог мадата. Суд је у предмету Роу против Вејда онемогућио савезним државама да забрањују абортус. Бергер је касније променио мишљење по овом питању.
Дана 24. јула 1974, Суд је донео једногласну пресуду у предмету Сједињене Америчке Државе против Никсона. Председник Никсон је у овом предмету покушао да спречи објављивање неколико белешки и снимака везаних за Аферу Вотергејт. Бергер је у почетку сматрао да је Вотергејт чиста политичка борба и није видео ништа погрешно у ономе што је урађено. Прво је мислио да гласа у корист Никсона, али је тактички променио глас, да би осигурао да он напише већинско мишљење и да би ублажио реторику пресуде. Иако је Бергер званично аутор пресуде, она је углавном дело Вилијама Бренана.
Бергер се 1976. придружио већини у предмету Грег против Џорџије, у којем је поново уведена смртна казна у САД. Такође је подржао пресуду у предмету Бауерс против Хардвика, у којој је Суд потврдио уставност закона Џорџије који је забрањивао орални и анални секс у приватности, када се примењује на особе истог пола.
Повукао се 26. септембра 1986, а Реган је на његово место именовао Вилијама Ренквиста.
Ворен Е. Бергер је умро 25. јуна 1995. у Вашингтону.